# Miłki
Miłki est un village polonais de la voïvodie de Varmie-Mazurie, dans le powiat de Giżycko.

## Histoire
De 1818 à 1945, Milken fait partie de l'arrondissement de Lötzen (de) dans le district de Gumbinnen au sein de la province de Prusse-Orientale. La région fut soumise au plébiscite dit de ALLENSTEIN - OLSTYN en 1920.

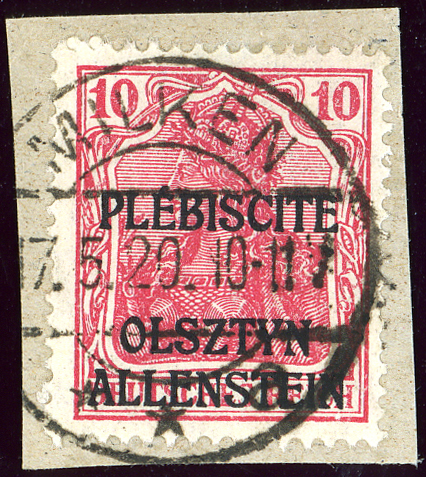
Timbre allemand surchargé Plébiscite OLSZTYN - ALLENSTEIN, oblitéré à MILKEN le 17-5-1920